# Svartbröstad fruktätare
Svartbröstad fruktätare (Pipreola lubomirskii) är en fågel i familjen kotingor inom ordningen tättingar.

## Utbredning och systematik
Fågeln förekommer i Anderna från södra Colombia till nordligaste Peru (Cajamarca). Den behandlas som monotypisk, det vill säga att den inte delas in i några underarter.

## Status
IUCN kategoriserar arten som livskraftig.